# Limnephilus occidentalis
Limnephilus occidentalis är en nattsländeart som beskrevs av Banks 1908. Limnephilus occidentalis ingår i släktet Limnephilus och familjen husmasknattsländor. Inga underarter finns listade i Catalogue of Life.